# Riachão das Neves
Riachão das Neves este un oraș în statul Bahia (BA) din Brazilia.